# Strumigenys dromoshaula
Strumigenys dromoshaula (лат.) — вид мелких земляных муравьёв из подсемейства Myrmicinae. Африка: Бурунди, ДРК, Танзания.
Мелкие муравьи (около 2 мм) с сердцевидной головой, расширенной кзади. Проподеум угловатый с парой зубцов. Обладают длинными жвалами (длина головы HL 0,54—0,55 мм, ширина головы HW 0,40—0,41 мм, мандибулярный индекс MI 48—49). Головной дорзум с 6 отстоящими волосками.
Близок к видам комплекса S. farei-complex, например, к таким как Strumigenys pretoriae, Strumigenys petiolata, Strumigenys faurei, Strumigenys shaula и Strumigenys rufobrunea.
Основная окраска желтовато-коричневая. Мандибулы длинные, узкие (с несколькими зубцами). Стебелёк между грудкой и брюшком состоит из двух члеников: петиолюса и постпетиолюса (последний четко отделен от брюшка), жало развито, куколки голые (без кокона). Специализированные охотники на коллембол. Вид был впервые описан в 1983 году английским мирмекологом Барри Болтоном.